# Ďábel z Vinohrad (album, 2005)
Ďábel z Vinohrad (2005) je výběrové album z tvorby Jiřího Šlitra. Výtvarné zpracování vychází z alba Ďábel z Vinohrad z roku 1970, jinak ale jde o jiné album a až na výjimky obsahuje jiné skladby.

## Seznam písní
1. Šla Nanynka do zelí – 10:44
scéna ze hry Jonáš a tingltangl, účinkují Jiří Šlitr a Jiří Suchý, hraje rytmická skupina: Jiří Šlitr, Stanislav Navrátil a Karel Turnovský
2. Jiří Suchý a Jiří Šlitr vyprávějí anekdoty – 9:17
scéna ze hry Jonáš a tingltangl (viz výše)
3. Klementajn – rusky – 3:10
píseň ze hry Jonáš a tingltangl (viz výše)
4. Scéna ze hry Dobře placená procházka – 3:36
účinkují Jiří Šlitr a Eva Pilarová
5. Ty jsi švarná – 2:10
písnička ze hry Dobře placená procházka, účinkují Jiří Šlitr a Eva Pilarová
6. Ďábel z Vinohrad – 2:43
písnička ze hry Ďábel z Vinohrad, účinkují Jiří Šlitr, Naďa Urbánková, Miluška Voborníková, hraje Orchestr divadla Semafor: František Ringo Čech, Ladislav Chvalkovský, Petr Kaplan, Miloslav Růžek, řídí Rudolf Rokl
7. Teplé prádlo – 2:20
písnička ze hry Ďábel z Vinohrad, účinkují Jiří Šlitr, Vratislava Hellerová, Olga Nosková, Květa Hanušová, Jaroslava Rajtorová, hraje Orchestr divadla Semafor, řídí Milan Dvořák
8. Slečna ze 7. řady – 4:07
písnička ze hry Ďábel z Vinohrad, účinkují Jiří Šlitr, Vratislava Hellerová, Olga Nosková, Květa Hanušová, Jaroslava Rajtorová, hraje Orchestr divadla Semafor, řídí Milan Dvořák
9. Strangers In The Night – 2:52
písnička ze hry Ďábel z Vinohrad, účinkují Jiří Šlitr, Vratislava Hellerová, Olga Nosková, Květa Hanušová, Jaroslava Rajtorová, hraje Orchestr divadla Semafor, řídí Milan Dvořák
10. Propil jsem gáži – 3:56
písnička ze hry Ďábel z Vinohrad, účinkují Jiří Šlitr, Naďa Urbánková, Miluška Voborníková, hraje Orchestr divadla Semafor: František Ringo Čech, Ladislav Chvalkovský, Petr Kaplan, Miloslav Růžek, řídí Rudolf Rokl
11. Vy jste tak sympatický – 2:50
písnička ze hry Ďábel z Vinohrad, účinkují Jiří Šlitr, Naďa Urbánková, Miluška Voborníková, hraje Orchestr divadla Semafor: František Ringo Čech, Ladislav Chvalkovský, Petr Kaplan, Miloslav Růžek, řídí Rudolf Rokl
12. Melancholický blues – 2:56
písnička ze hry Ďábel z Vinohrad, účinkují Jiří Šlitr, Vratislava Hellerová, Olga Nosková, Květa Hanušová, Jaroslava Rajtorová, hraje Orchestr divadla Semafor, řídí Milan Dvořák
13. Sedm prken žehlicích – 2:38
písnička ze hry Ďábel z Vinohrad, účinkují Jiří Šlitr, Vratislava Hellerová, Olga Nosková, Květa Hanušová, Jaroslava Rajtorová, hraje Orchestr divadla Semafor, řídí Milan Dvořák
14. Spánek má strýčka portýra – 2:06
písnička ze hry Ďábel z Vinohrad, účinkují Jiří Šlitr, Vratislava Hellerová, Olga Nosková, Květa Hanušová, Jaroslava Rajtorová, hraje Orchestr divadla Semafor, řídí Milan Dvořák
15. Bíle mě matička oblékala – 1:59
pořad S + Š party, duben 1968, zpívá a na klavír hraje Jiří Šlitr
16. Malá noční hudba – 5:10
scéna ze hry Jonáš a dr. Matrace, účinkují Jiří Šlitr, Jiří Suchý, Věra Křesadlová a Miloslav Balcar, hraje rytmická skupina Jiřího Šlitra, Jiří Suchý – mandolina a Jiří Šlitr – jonika
17. Měsíčku na nebi hlubokém – 3:08
písnička ze hry Jonáš a dr. Matrace, zpívá Jiří Šlitr
18. O hodinách a buzole – 5:36
scéna ze hry Jonáš a dr. Matrace, účinkuje Jiří Suchý
19. A zase anekdoty – 3:48
Jonáš a dr. Matrace, účinkují Jiří Šlitr a Jiří Suchý
20. Balada pod šibenicí – 4:34
z filmu Zločin v šantánu, zpívají Jiří Suchý a Jiří Šlitr, hraje Filmový symfonický orchestr, řídí Štěpán Koníček